# 电视乐队
电视乐队（英語：Television）是一支美国摇滚乐队，1973年在纽约创立。乐队最初由湯姆·韋蘭、理查·洛伊德、比利·菲卡和理查·赫爾组成。作为CBGB的早期驻唱樂團和七十年代纽约摇滚的重要组成部分，电视乐队影响了龐克和另类摇滚的发展。
和其他龐克樂團一样，电视乐队做的也是简约的以吉他为基础的音乐。但是在前卫爵士和六十年代摇滚的影响下，他们的音乐相对更加干净，即兴元素更多，技术上也更加老练。乐队的首张樂團《Marquee Moon》被公认为是定义了龐克的唱片之一。

## 历史

### 早期历史
电视乐队的成立最初可以追溯到 Tom Verlaine 和 Richard Hell 的少年友谊。他们相识于特拉华州 Hockessin 的 Sanford School。在七十年代早期他们怀揣着成为诗人的梦想，先后搬去了纽约。
他们的第一个组合名叫 Neon Boys，Tom Verlaine 担任吉他手兼主唱，Richard Hell 负责贝斯和主唱，Billy Ficca 则是鼓手。这个组合从1972年底持续到1973年底。1980年发行了“That’s All I Know (Right Now)”和“Love Comes in Spurts”。
1973年底乐队重新组建，正式更名为“电视”并招募了 Richad Lloyd 作为第二吉他手。1974年3月2日，他们在 Townhouse Theatre 进行了首次演出。他们的经纪人 Terry Ork，说服了 CBGB 的老板 Hilly Kristal 让乐队在他的俱乐部作定期演出。1974年上半年在 CBGB 演出了几场后，他们又去了 Max’s Kansas City 和其他俱乐部演出过。最后在1975年1月，他们又回到了 CBGB，而且很受欢迎。

### 首张单曲及 Richard Hell 的退出
最初乐队的创作是由 Hell 和 Verlaine 共同完成的， Lloyd偶尔也参与。然而Verlaine、Lloyd 和 Ficca 在演奏和作曲上日渐成熟，与此同时 Hell 则止步不前，乐队成员之间的不和渐渐产生。 Verlaine 认为 Hell 在舞台上狂乱的表现喧宾夺主，让他“不要再跳来跳去了”，而且时不时还拒绝演奏 Hell 的歌，比如“Blank Generation”。这些冲突导致了 Hell 的离队。 Hell 后来在1975年和前 New York Dolls Johnny Thunders 成员和 Jerry Nolan 成立了 the Heartbreakers。而前 Blondie 乐队的 Fred Smith 则替代 Hell 成了电视乐队的贝斯手。
电视乐队在1975年推出了他们的首支单曲“Little Johnny Jewel(Parts One and Two)”。Richard Lloyd 不同意用这首歌作为首支单曲，他更偏爱“O Mi Amore”。以至于他甚至想要退出乐队，据说 Pere Ubu 的吉他手 Peter Laughner 甚至在那段时间参加过试镜准备替代 Lloyd 的位置。

### 《Marquee Moon》，《Adventure》及乐队解散
乐队的首专 Marquee Moon 得到了乐评人和大众的好评，这张专辑也进入了 Billboard 200 专辑榜。在欧洲这张专辑也很受欢迎，在很多国家都进入了榜单前三十。在1977年正式发行后发行，Roy Trakin 在 SoHo Weekly 上写下了这样的点评——“忘掉你所听过的Television的一切，忘掉朋克，忘掉纽约，忘掉CBGB……甚至忘掉摇滚——这才是真正的东西”。VH1 将这张专辑评为一百张最伟大摇滚专辑第83位，滚石杂志则将其评为史上五百张最伟大专辑第128位。Uncut 杂志将其评为一百张最伟大首专第2位， Pitchfork Media 则将其评为七十年代最佳专辑第3位。All Music 的 Stephen Thomas Erlewine 评价这张专辑是“革命性的”。
乐队的第二张专辑 Adventure 在1978年发行。尽管销量不佳，Adventure还是得到了乐评人的高度评价。
由于乐队成员在音乐视角上存在巨大差异，加之 Richard Lloyd 滥用毒品，乐队最终在1978年7月解散。Lloyd 和 Verlaine 开始了单飞生涯，Ficca则成为了新浪潮乐队 The Waitresses 的鼓手。

### 乐队重组
乐队在1992年重组，发行了一张同名专辑并开始了断续的巡演。2001年在 Camber Sands 的 All Tomorrow’s Parties 音乐节，他们的表演大受欢迎，也因此他们在世界范围内也办了几次巡演。
2007年仲夏，在纽约中央公园的一场表演后，Richard Lloyd 宣布友好地退出乐队。由于受肺炎的困扰，Lloyd 无法继续表演。Jimmy Rip 替他完成了音乐会的表演并被邀请正式加入乐队替代 Lloyd。2011年7月7日，新的组合在圣保罗的 Beco 203 音乐节上亮相。

## 音乐风格、渊源及影响
和其他朋克乐队一样，地下丝绒乐队对电视乐队有重大影响。电视乐队也从 Steve Reich 这样的极简主义作曲家获取了灵感。Tom Verlaine 经常提到冲浪摇滚乐队 the Ventures 和 Dick Dale 对电视乐队吉他技法的影响，他还表达过对 Love 和 Buffalo Springfield 乐队的喜爱，这两支乐队都以双吉他演奏而闻名。由于电视乐队在六十年代的车库摇滚倾向，他们对朋克的影响一度被低估了，彼时他们常在音乐会上翻唱 Count Five 的 Psychotic Reaction 和 The 13th Floor Elevators 的 Fire Engine。
尽管 Verlaine 和 Lloyd 名义上分别担任节奏吉他手和主音吉他手，但他们常常弱化了这些标签，传统的节奏吉他部分也能有主音吉他部分同样的吸引力。在 Marquee Moon 这首歌的前奏中，这一特征就得到了充分展现，乐队标志性的旋律部分和节奏部分的交互展现得淋漓尽致。

## 成員列表

### 現任成員
- 比利·菲卡（Billy Ficca） – 爵士鼓 (1973年–現在)
- 佛瑞德·史密斯（英语：Fred Smith (bassist)）（Fred Smith） – 貝斯、歌手 (1975年–現在)
- 吉米·瑞普（Jimmy Rip） – 吉他 (2007年–現在)

### 前成員
- 湯姆·韋蘭（Tom Verlaine） – 主唱歌手、吉他、键盘 (1973年–2023年)
- 理查·洛伊德（英语：Richard Lloyd (guitarist)）（Richard Lloyd） – 吉他、歌手 (1973年–2007年)
- 理查·赫爾（Richard Hell） – 歌手、貝斯 (1973年–1975年)